# Heikki A. Reenpää
Heikki Allan Reenpää (till 1935 Renqvist), född 14 maj 1922 i Helsingfors, död 18 september 2020 i Helsingfors, var en finländsk bokförläggare. Han var son till Heikki Reenpää. 
Reenpää blev student 1940 och filosofie magister 1948. Han var verksam vid Förlags Ab Otava, där han var reklamchef 1946–1953, försäljningschef 1953–1968, verkställande direktör 1968–1978 och arbetande styrelseordförande 1979–2001. Han publicerade bland annat memoarböckerna Pojanpoika (1998) och Pikku-Heikki (2000). Reenpää, som hade omfattande kulturella intressen, donerade 2004 sin värdefulla Fennicasamling till Helsingfors universitetsbibliotek och engagerade sig i Pro Karelia-rörelsen. Han tilldelades professors titel 1978.